# Xã Summit, Quận Erie, Pennsylvania
Xã Summit (tiếng Anh: Summit Township) là một xã thuộc quận Erie, tiểu bang Pennsylvania, Hoa Kỳ. Năm 2010, dân số của xã này là 6.603 người.